# Thapsyrus quentini
Thapsyrus quentini är en skalbaggsart som beskrevs av Jean François Villiers 1972. Thapsyrus quentini ingår i släktet Thapsyrus och familjen långhorningar.
Artens utbredningsområde är Moçambique. Inga underarter finns listade i Catalogue of Life.